# Enceladus (měsíc)
Enceladus (definitivní astronomické označení Saturn II) je šestý největší měsíc planety Saturn. Měsíc má v průměru téměř 500 kilometrů, což je přibližně desetina velikosti největšího měsíce Saturnu, Titanu. Enceladus je z většiny pokryt mladým a relativně čistým ledem, který odráží téměř veškeré sluneční světlo dopadající na jeho povrch. To má za následek extrémně nízkou teplotu povrchu pohybující se okolo -198 °C. I přes jeho malou velikost se na Enceladu nachází celá řada povrchových útvarů od starších oblastí silně posetých impaktními krátery po novější útvary vzniklé v posledních 100 milionech let. Rozsáhlou geologickou aktivitu vyvolávají patrně slapové síly planety Saturn, podobně jako u Jupiterových měsíců Io a Europa, protože vlastní významné zdroje tepla z radioaktivního rozpadu Enceladus s ohledem na svou velikost mít nemůže. Předpokládá se, že k zahřívání přispívá i rezonanční vazba Enceladu s měsícem Dione v poměru 1 : 2, což vyvolává uvnitř obou měsíců dodatečné slapové síly, a spolupůsobit může i měsíc Mimas. Vliv slapových sil by však nestačil k roztavení ledu, proto se vědci domnívají, že nitro Enceladu musí obsahovat i jiné těkavé látky s nízkým bodem varu. Na ledovém povrchu lze rozpoznat nejméně pět různých typů terénů: četné deformace, trhliny a prolákliny, ale jen málo impaktních kráterů, z nichž jsou mnohé přetvořené plastickým tečením povrchových vrstev měsíce. Největší kráter má průměr asi 35 km. Z jejich absence je tak zřejmé, že povrch je relativně mladý.
V roce 2005 vstoupila do systému Saturnu sonda Cassini, která uskutečnila řadu blízkých průletů okolo měsíce Enceladu. To umožnilo spatřit jeho povrch v do té doby nedostupném rozlišení a lépe porozumět podmínkám, které na povrchu panují. Pozorování umožnila objevit mračna vodního ledu vznášející se nad oblastí jižního pólu. Tím došlo k objevení kryovulkanismu vyvrhujícího z více než 100 gejzírů směs vodního ledu, dalších plynných látek a pevných částic včetně krystalků soli, do okolního vesmíru rychlostí kolem 200 kilogramů za sekundu. Část vyvrženého materiálu dopadá ve formě sněhu zpět na povrch, část má dostatečně vysokou rychlost, aby z gravitačního působení měsíce unikla. Uniklé částice dodávají většinu materiálu, ze kterého je tvořen Saturnův prstenec E. Dle výzkumu chemického složení materiálu se zdá, že odpovídá složení komet. Výzkumy navíc ukazují, že se pod povrchem měsíce nachází rozsáhlý oceán tvořený kapalnou vodou.
Aktivita gejzírů společně s únikem vnitřního tepla a velice malým množstvím impaktních kráterů v oblasti jižního pólu naznačují, že Enceladus je i dnes geologicky aktivním tělesem. Podobně jako mnoho dalších měsíců v okolí plynných obrů, i Enceladus je v orbitální rezonanci, konkrétně s měsícem Dione. Tato rezonance pak způsobuje udržování excentricity oběžné dráhy Enceladu a tím působení slapového zahřívání na vnitřek měsíce s následnou geologickou aktivitou na povrchu.
Měsíc objevil 28. srpna 1789 německo-britský astronom William Herschel. Pojmenován byl podle jednoho z Gigantů, Enkelada, kterého zahubila bohyně Pallas Athéna tím, že na něho hodila ostrov Sicílii. Jméno navrhl v roce 1847 objevitelův syn, astronom John Herschel. Až do 80. let 20. století, kdy okolo měsíce proletěla dvojice amerických planetárních sond Voyager, bylo o vzhledu měsíce známo jen málo.

## Historie

### Objevení
Enceladus byl objeven 28. srpna 1789 sirem Fredrickem Williamem Herschelem, během prvního použití jeho nového teleskopu se zrcadlem o šířce 1,22 metru, který tehdy představoval největší teleskop na světě. Jeho zdánlivá magnituda (HV = +11,7) a blízkost k mnohem jasnějšímu Saturnu s prstenci dělala z Enceladu obtížný cíl pro pozorování s využitím menších teleskopů. Podobně jako mnoho jiných Saturnových měsíců objevených před kosmickými lety, i Enceladus byl poprvé pozorován během Saturnovy rovnodennosti, kdy je Země ve stejné rovině s prstenci obklopujícími tuto planetu. V ten moment je totiž měsíce snazší pozorovat, protože prstence jsou téměř neviditelné, čímž klesá z nich vycházející oslnění. Od objevení až po průlet planetárních sond Voyager byly naše znalosti o Enceladu v podstatě stejné. Známa byla pouze jeho oběžná charakteristika a hrubé odhady jeho hmotnosti, hustoty a albeda.

### Pojmenování
Enceladus je pojmenován po obru Enkeladovi z řecké mytologie. Jméno, podobně jako v případě ostatních prvních sedmi měsíců Saturnu, bylo navrženo synem Williama Herschela Johnem v jeho publikaci z roku 1847 Results of Astronomical Observations made at the Cape of Good Hope. John Herschel zvolil tato jména, protože Saturn, známý v řecké mytologii jako Kronos, byl vůdcem titánů.
Povrchové útvary na Enceladu jsou pojmenovány Mezinárodní astronomickou unií (IAU) po postavách a místech z překladu knihy Tisíc a jedna noc, který vyhotovil Richard Francis Burton. Impaktní krátery jsou pojmenovány po postavách, zatímco ostatní typy útvarů, jako například dlouhé rovné deprese (tzv. fossae), hřebeny (dorsa), pláně (planitia) či dlouhé rovnoběžné trhliny (sulci), jsou pojmenovány po místech. K roku 2015 bylo na povrchu Enceladu oficiálně pojmenováno 85 povrchových útvarů.

## Tvar a velikost
Enceladus je relativně malý měsíc tvořený ledem a kamením. Má nepravidelný elipsoidní tvar, v jednom směru má průměr 513 km, mezi polokoulí přivrácenou a odvrácenou k Saturnu pak 503 km a mezi severním a jižním pólem je průměr 497 km. Enceladus tak dosahuje přibližně jedné sedminy velikosti pozemského Měsíce. Jedná se o šestý největší a šestý nejhmotnější měsíc Saturnu.

## Oběžná dráha a rotace

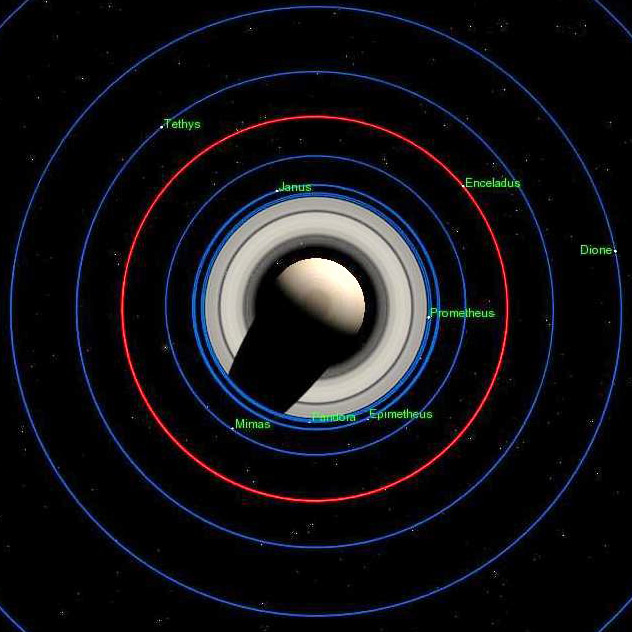
Pohled na oběžnou dráhu Enceladu (zvýrazněnou červeně) z oblasti nad severním pólem Saturnu

Enceladus je společně s Dione, Tethysem a Mimasem jedním z velkých vnitřních měsíců Saturnu. Obíhá 238 000 km od středu Saturnu a 180 000 km od vrcholku jeho mračen. Jeho oběžná dráha tak leží mezi měsíci Mimas a Tethys. Enceladus oběhne Saturn jednou za 32,9 hodin, což je dostatečně rychle, aby jeho pohyb byl pozorovatelný během jednoho nočního pozorování. V současnosti je Enceladus v oběžné rezonanci 2:1 s měsícem Dione; Enceladus tak stihne vždy dvakrát oběhnout Saturn než ho jednou oběhne Dione. Tato rezonance má za následek udržování excentricity jeho oběžné dráhy (0,0047). Excentricita oběžné dráhy pak umožňuje přítomnost slapových deformací na Enceladu a s tím spojenou produkci tepla vlivem slapového zahřívání. Předpokládá se, že právě takto produkované teplo je hlavní příčinou geologické aktivity pozorované na povrchu Enceladu. Enceladus obíhá v nejhustší části Saturnova prstence E, nejvzdálenějšího z hlavních Saturnových prstenců, a je současně i hlavním zdrojem materiálu tvořícího tento prstenec. Podobně jako většina Saturnových větších měsíců, rotuje i Enceladus kolem své osy stejně rychle, jako obíhá mateřskou planetu. K Saturnu je tak stále přivrácena jen jedna strana měsíce. Oproti pozemskému Měsíci ale Enceladus nevykazuje významnější známky librace. Nicméně analýza tvaru Enceladu naznačuje, že dříve v historii byl Enceladus ve vynucené sekundární spin-orbitální libraci v poměru 1:4. Tato librace mohla Enceladu poskytovat zdroj tepla navíc.

### Zdroj částic Saturnova prstence E
Bylo prokázáno, že mračna stoupající z povrchu Enceladu, která mají mimochodem stejné složení jako komety, jsou zdrojem materiálu Saturnova prstence E. Prstenec E je nejširší a nejvzdálenější z prstenců Saturnu (nicméně nutno dodat, že přibližně 100× dále od planety než se nacházejí klasické prstence, existuje ještě extrémně tenký a řídký prstenec, který je pravděpodobně tvořený materiálem vyvrženým z měsíce Phoebe. Ten ale není pozorovatelný klasickými dalekohledy). Prstenec E je tvořen mikroskopickými částicemi ledu a prachu, jež jsou rozprostřeny mezi oběžné dráhy měsíců Mimas a Titan.
Matematické modely ukazují, že prstenec E je v čase nestálý, měl by zaniknout mezi 10 000 až 1 000 000 lety. Částice, které prstenec tvoří, tak musí být neustále doplňovány. Jelikož Enceladus leží uvnitř tohoto prstence (v jeho nejužší, ale na částice nejbohatší části), objevovaly se již od 80. let 20. století úvahy, že by samotný Enceladus mohl být zdrojem těchto částic. Tato hypotéza byla potvrzena během prvních dvou průletů americké planetární sondy Cassini uskutečněných v roce 2005.

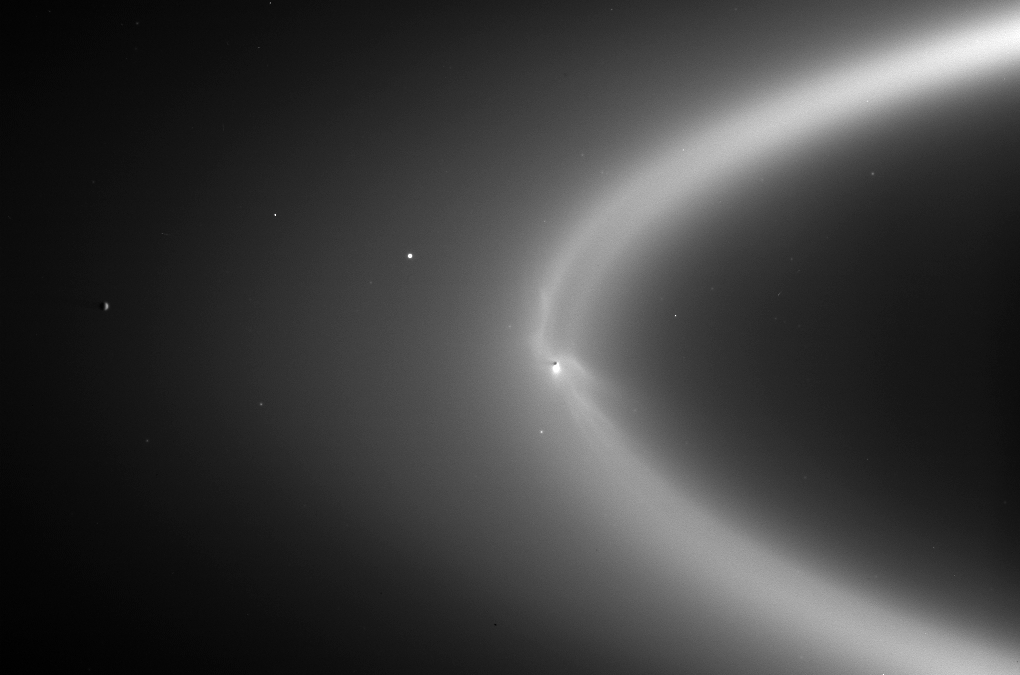
Pohled na Enceladus vně prstence E
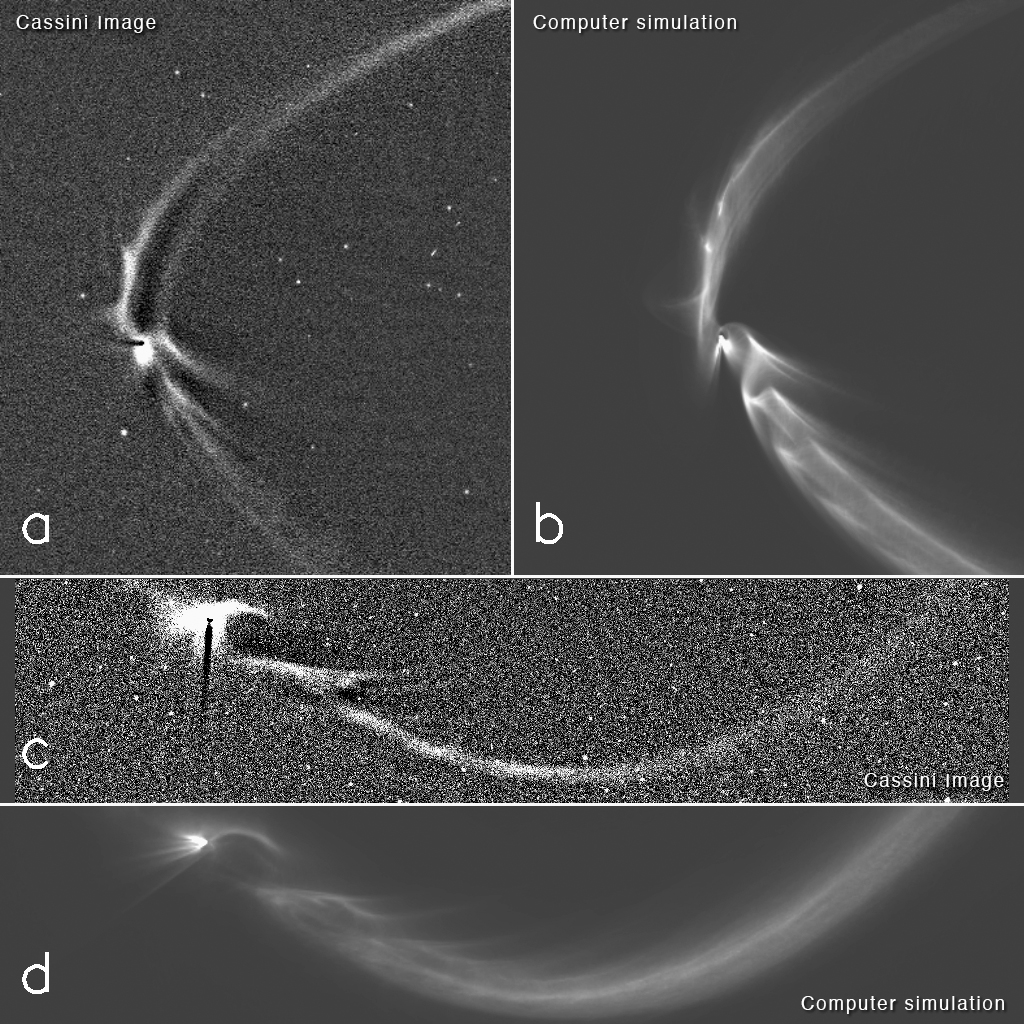
Koláž dvou snímků Enceladu (a, c) uvnitř prstence E s viditelnými výtrysky mračen směsi ledu a solí společně s výsledky numerického modelování (b, d)
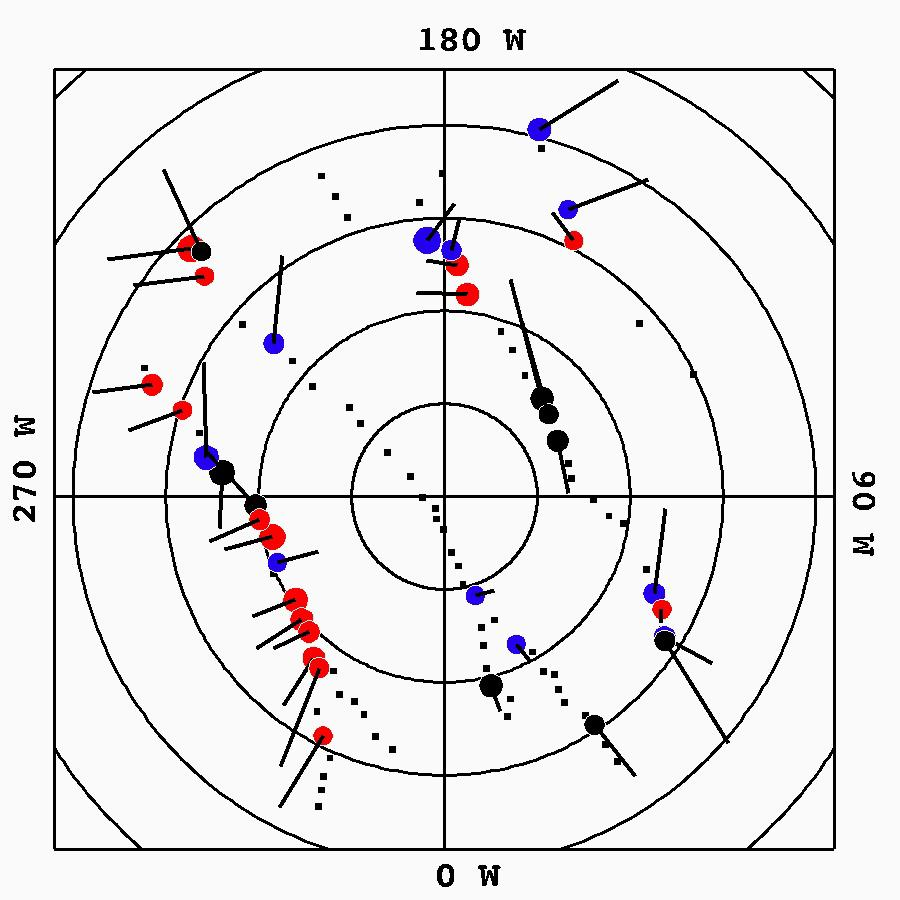
Oblast jižního pólu Enceladu s vyznačenými pozicemi nejaktivnějších gejzírů

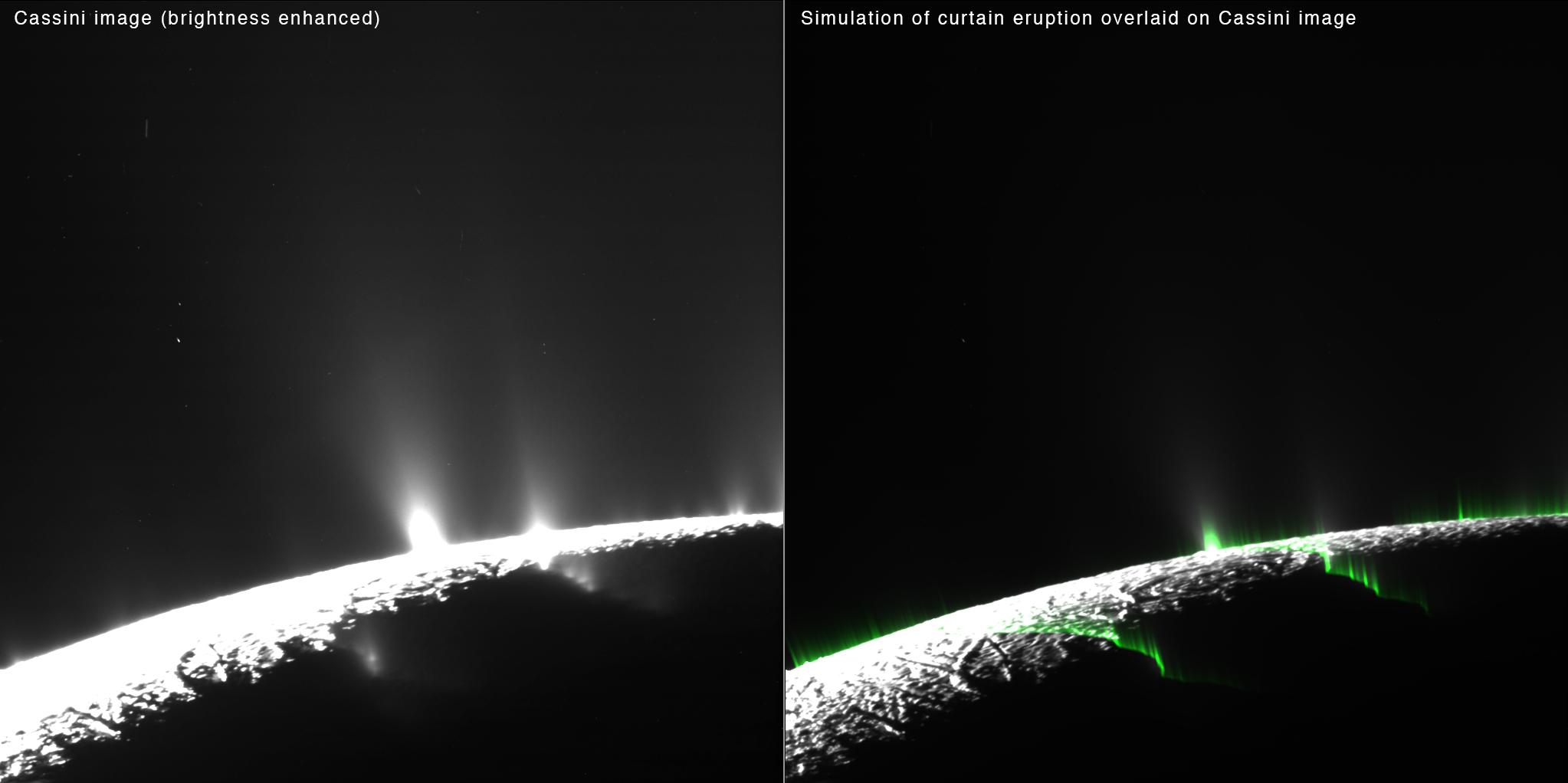
Zatímco na fotografiích vypadají erupce na povrchu Enceladu jako místně ohraničené události, ve skutečnosti se může jednat o rozsáhlé výtrysky podél celé délky trhliny.

## Geologie

### Útvary na povrchu

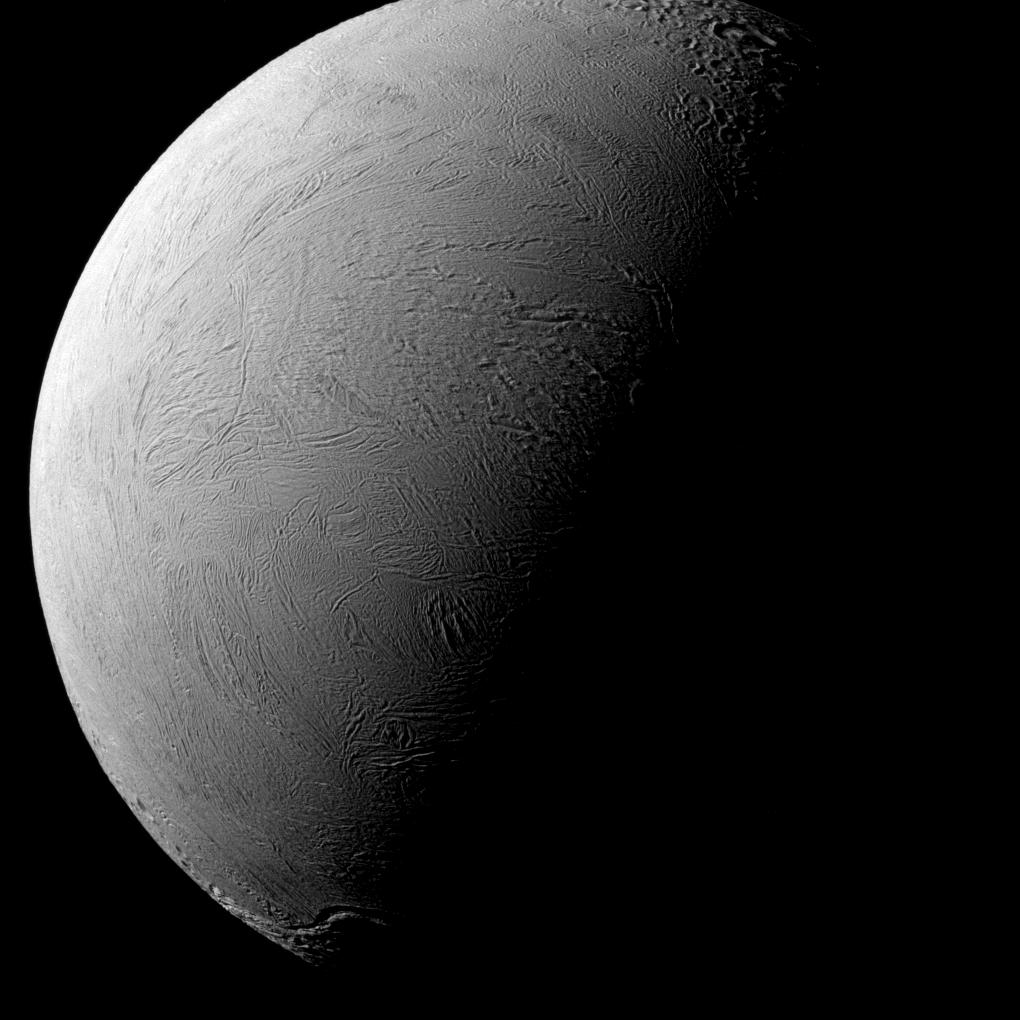
Pohled na ledový povrch Enceladu

Barevná globální mapa Enceladu pořízená sondou Cassini, přivrácená polokoule k Saturnu je zachycena napravo

První sondou, která spatřila povrch Enceladu, byla v srpnu 1981 americká planetární sonda Voyager 2. Na snímcích ve vysokém rozlišení bylo rozpoznatelné, že povrch měsíce je tvořen nejméně pěti různými typy terénů; jak oblastmi výrazně posetými impaktními krátery, tak i oblastmi hladkými a tedy relativně mladými. Dále se zde nacházela místa protkaná sítí trhlin, která byla často obklopena hladkými oblastmi. Navíc byly pozorovány lineární extenzivní praskliny a srázy. Absence významného počtu impaktních kráterů na hladkých pláních nacházejících se v blízkosti těchto trhlin naznačuje, že tyto oblasti jsou méně než několik stovek miliónů let staré. To znamená, že Enceladus musel být relativně nedávno geologicky aktivním světem, kde například kryovulkanismus či jiné procesy byly schopny významně přetvořit povrch. Obnovení povrchu mělo také za následek, že povrch utváří čerstvý, čistý led, který je schopen odrážet většinu dopadajícího slunečního záření, což z Enceladu činí pravděpodobně nejvíce odrazivé těleso ve sluneční soustavě s vizuálním geometrickým albedem 1,38. Kvůli vysoké odrazivosti pak na povrchu měsíce panují extrémně nízké teploty, které se v noci mohou pohybovat až okolo −198 °C. Průměrné teploty na noční straně Enceladu jsou tak nižší, než je tomu u ostatních měsíců Saturnu běžné.
Pozorování pořízená během průletů sondy Cassini ze 17. února, 9. března a 14. července roku 2005 umožnila spatřit povrch Enceladu v mnohem větším detailu, než umožnily sondy Voyager 1 a 2. Hladké pláně pozorované již na fotografiích od sondy Voyager 2 se na detailnějších snímcích ukázaly jako oblasti bez významnějšího množství impaktních kráterů, ale s množstvím hřebenů a srázů. Ve starších oblastech, které byly výrazněji poseté impaktními krátery, bylo rozpoznáno množství trhlin naznačující, že tyto oblasti musely projít výraznou extenzivní deformací poté, co krátery vznikly. V jiných oblastech se nepodařilo objevit žádné impaktní krátery, tyto části povrchu tak musely projít kompletním přetvořením v geologicky nedávné době. Sonda Cassini také umožnila spatřit části povrchu, jež se nepodařilo sondám Voyager vyfotografovat v rozlišení umožňujícím detekovat větší povrchové útvary. Jedním z těchto míst byla i zvláštní oblast v okolí jižního pólu. Všechna tato pozorování naznačovala, že vnitřek Enceladu by mohl být do dnešních dní tekutý i přes to, že takto malé těleso by mělo zcela zmrznout již před dlouhou dobou.

#### Impaktní krátery
Srážky různě velkých těles a s tím spojený vznik impaktních kráterů je na objektech sluneční soustavy běžným jevem. Většina povrchu Enceladu je tak poseta impaktními krátery o různé velikosti a o různém stupni degradace, ale také o různé četnosti výskytu. Rozdílná četnost výskytu impaktních kráterů na povrchu (a tedy rozdílného stáří jeho částí) naznačuje, že Enceladus byl v historii přetvořen několikrát.
Sonda Cassini umožnila detailnější pohled na rozložení četnosti impaktních kráterů a jejich velikost, ale také odhalila, že mnoho impaktních kráterů je výrazně degradováno vlivem viskózní relaxace povrchu a pozdějším vznikem povrchových trhlin. Viskózní relaxace umožňuje gravitaci v měřítkách geologického času deformovat krátery a další povrchové útvary vzniklé na povrchu tvořeným vodním ledem, čímž dochází ke změně jejich tvaru a topografie v čase. Rychlost, jakým tento proces probíhá, je závislý na teplotě ledu. Teplejší a tedy měkčí led je totiž snazší deformovat než tužší studený led. Impaktní krátery, které prošly viskózní relaxací mají tendenci mít do výšky vyzvednutá dna, či mít vnitřek kráteru natolik zahlazený, že se existence kráteru dá rozpoznat jen díky zachovalému okraji impaktního kráteru, nikoliv přítomností centrální deprese. Ukázkovým příkladem takovéto změny na Enceladu je kráter Dunyazad.

#### Tektonické útvary

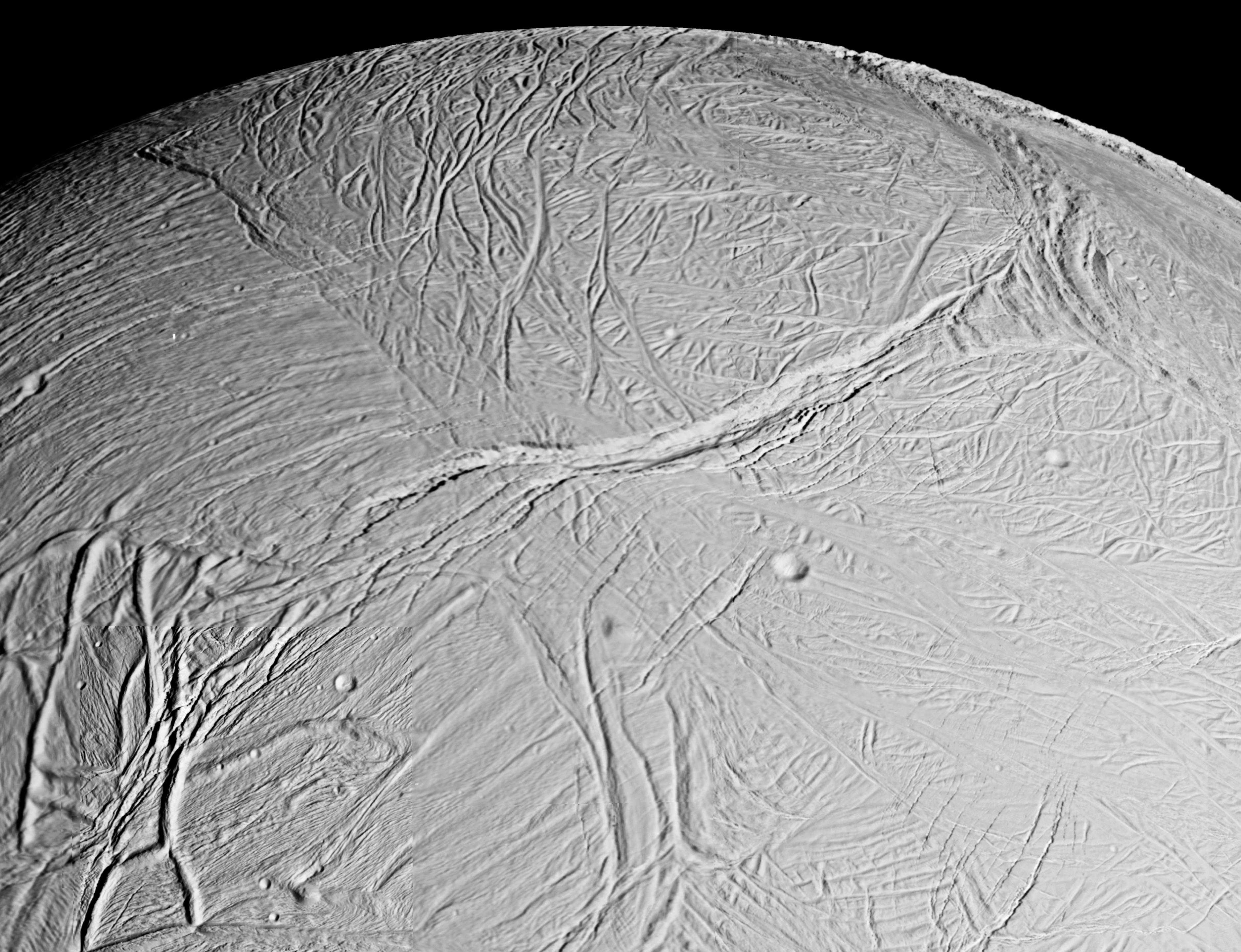
Pohled na oblast Enceladu, která svým vzhledem připomíná povrch měsíce Europy. Uprostřed se nachází síť prasklin zvaná Labtayt Sulci, v levé dolní části jsou pak útvary Ebony a Cufa dorsa. Snímek pořídila sonda Cassini v roce 2005

Sonda Voyager 2 objevila řadu útvarů na Enceladu vzniklých tektonickými procesy. Jednalo se například o smykové plochy a pásy rýh či hřebenů. Údaje pořízené sondou Cassini následně naznačily, že hlavním důvodem deformace povrchu Enceladu je tektonismus. Na povrchu byly objeveny i zvláštní kaňony, tzv. rifty, které mohou být až 200 kilometrů dlouhé, 5 až 10 kilometrů široké a okolo 1 kilometru hluboké. Tyto útvary musí být geologicky velmi mladé, protože protínají jiné povrchové tektonické útvary a protože mají ostrý topografický profil s výraznými výchozy podél stěny útesů, což naznačuje, že ještě nebyly výrazněji erodovány.
Důkazy o tektonické aktivitě na Enceladu nabízejí i oblasti tvořené zakřivenými pásy rýh a hřebenů. Tyto pásy, jež byly prvně pozorovány sondou Voyager 2, od sebe často oddělují hladké pláně a oblasti výrazně poznamenané impaktními krátery. Rýhované oblasti, jako například Samarkand Sulci, připomínají svým vzhledem zdánlivě některá místa na povrchu měsíce Ganymedu. Nicméně oproti nim je jejich rozložení složitější. Většinou tak nevytváří sady rovnoběžných pásů, ale spíše sady nahodile prohnutých útvarů. Navíc se sondě Cassini povedlo v oblasti Samarkand Sulci pozorovat i tmavé oblasti (125 a 750 metrů široké) ležící rovnoběžně od rovných zlomů. Ty byly později interpretovány jako malé deprese vzniklé kolapsem ledového povrchu vystaveného změně napětí kůry.
Vyjma těchto útvarů se na Enceladu vyskytují i další typy tektonických poruch. Mnoho těchto prasklin se nachází v oblastech s množstvím impaktních kráterů. Předpokládá se, že praskliny sahají do hloubky pouze několika stovek metrů. Dalším příkladem jsou lineární rýhy poprvé pozorované sondou Voyager 2 a později v mnohem lepším rozlišení sondou Cassini. Tyto lineární rýhy představují jedny z nejmladších útvarů, které se na povrchu Enceladu nachází. Toto tvrzení ale neplatí beze zbytku pro všechny. Stratigrafická pozice některých totiž naznačuje, že mohou být i velice staré. Dalšími pozorovanými tektonickými útvary jsou hřebeny dosahující výšky až 1 kilometru. Nicméně nejsou tak časté jako v případě Jupiterova měsíce Europy. S  ohledem na tyto útvary a na rozsah přetvoření povrchu Enceladu je tak očividné, že tektonické procesy hrály významnou roli po většinu doby existence měsíce.

#### Hladké pláně
Sonda Voyager 2 pozorovala dvě oblasti tvořené hladkými pláněmi s relativně plochým reliéfem a relativně malým počtem impaktních kráterů (ve srovnání s jinými oblastmi silně posetými impaktními krátery). To naznačuje, že tyto oblasti jsou relativně mladé. V oblasti Sarandib Planitia se dokonce na základě tehdejších snímků nepodařilo objevit žádný impaktní kráter. V jiné oblasti ležící jihozápadně od Sarandib Planitia se nachází řada vzájemně se protínajících trhlin. Sonda Cassini tyto oblasti nasnímala s mnohem lepším rozlišením, což umožnilo zjistit, že se zde nacházejí nízké hřebeny a trhliny pravděpodobně vzniklé střihovým napětím. Snímky ve vysokém rozlišení oblasti Sarandib Planitia pak odhalily pouze malý počet impaktních kráterů, což naznačilo, že jednotka je stará buď přes 170 miliónů, nebo 3,7 miliardy let. Rozptyl stáří je dán závislostí předpokládané četnosti srážek Enceladu s okolními tělesy.
V podstatě globální pokrytí povrchu Enceladu fotografiemi získanými sondou Cassini umožnilo objevit další hladké pláně na povrchu měsíce. Většina z nich se nachází na polokouli přivrácené po směru oběžné dráhy měsíce. V této oblasti, která leží na opačné straně Enceladu než oblasti Sarandib a Diyar Planitiae, je povrch posetý sítí mělkých propadlin a nízkých hřebenů, tvarem podobných deformacím známým z oblasti jižního pólu. Naznačuje to tak, že jejich vhled je ovlivněn slapovým působením Saturnu na Enceladus.

#### Oblast jižního pólu
Snímky pořízené sondou Cassini během průletu ze dne 14. července 2005 odhalily zvláštní tektonicky deformovanou oblast obklopující jižní pól měsíce. Tato oblast, která se rozkládá od pólu až k 60° jižní šířky, je pokryta tektonickými prasklinami a hřebeny. Současně se zde nachází jen minimum impaktních kráterů, což naznačuje, že se jedná nejenom o nejmladší část povrchu Enceladu, ale i o nejmladší povrch na jakémkoliv středně velkém ledovém měsíci sluneční soustavy. Odhady stáří na základě modelování pravděpodobnosti vzniku impaktních kráterů naznačují, že tato oblast by mohla být mladší než 500 000 let. Poblíž středu této oblasti se nachází čtyři rozsáhlé praskliny ohraničené hřbety, které se neoficiálně označují jako tygří pruhy. Zdá se, že se jedná o nejmladší útvary v této oblasti. Jejich okolí tvoří mentolově zelený vodní led (jedná se o falešnou barvu viditelnou na infračervených snímcích), který je možné spatřit na výchozech a na stěnách prasklin. Naproti tomu okolní hladké pláně jsou pokryty „modrým“ ledem, což napovídá, že je oblast natolik mladá, že nestihla být ještě pokryta ledovými částicemi dopadajícími zpět na povrch z prstence E. Výsledky pořízené spektrometrem pro viditelné a infračervené pásmo (tzv. VIMS) naznačují, že nazelenalý materiál obklopující tygří pruhy je chemicky odlišný od zbytku povrchu měsíce. Uvnitř pruhů detekoval VIMS krystalický vodní led svědčící o tom, že by tento materiál mohl být mladší než 1 000 let (či by alternativně mohl být teplotně pozměněn v nedávné minulosti). VIMS taktéž detekoval jednoduché organické sloučeniny v oblasti tygřích pruhů, které nebyly prozatím detekovány nikde jinde na povrchu Enceladu. Při průletu ze dne 14. července 2005 byla jedna oblast charakterizovaná přítomností „modrého“ ledu nafocena ve vysokém detailu, což umožnilo odhalit, že oblast byla významně tektonicky deformována a že je pokryta kameny o velikosti desítek až stovek metrů.

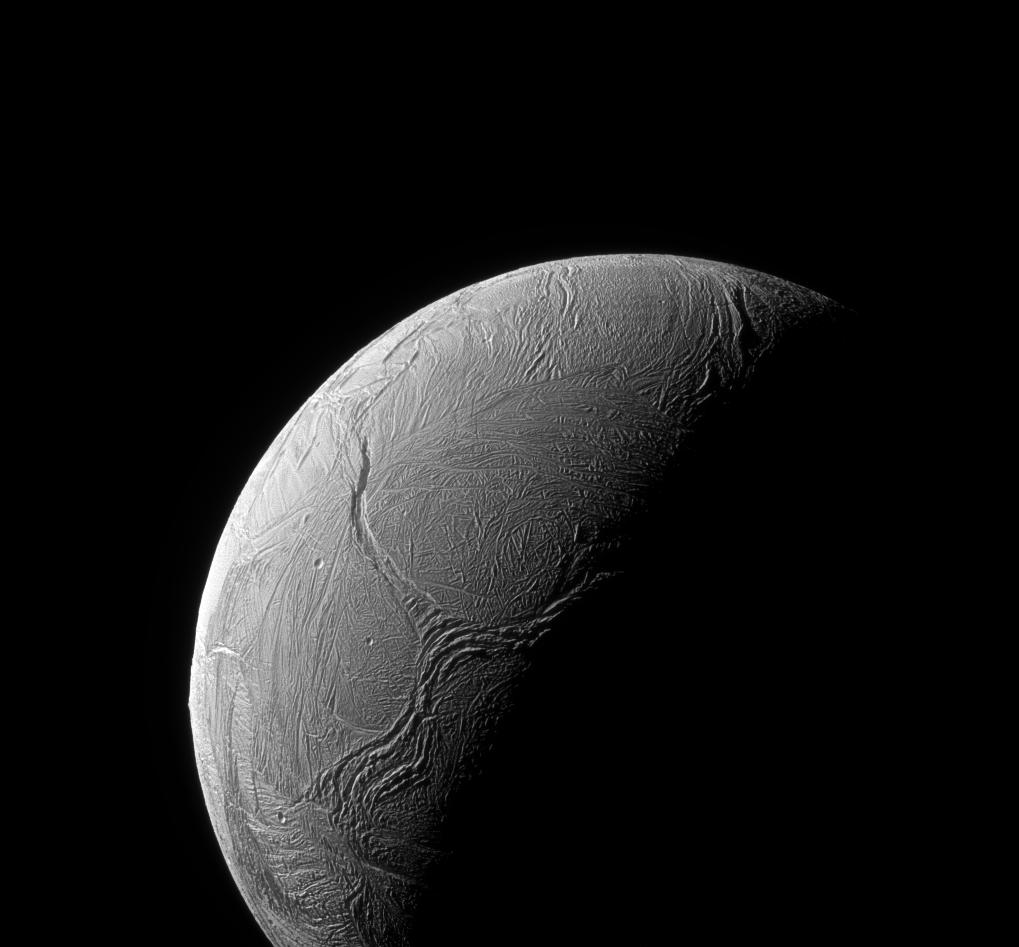
Hřbet ve tvaru písmene Y, snímek z 15. února 2016

Hranice jižní polární oblasti je ohraničena souborem rovnoběžných hřbetů a údolí ve tvaru Y a V. Tvar, orientace a pozice těchto útvarů naznačuje, že vznikly vlivem celkové změny tvaru měsíce Enceladu. K roku 2006 existovaly dvě hlavní teorie vysvětlující jejich vznik. Obě dvě předpokládají, že oběžná dráha Enceladu se posunula blíže k Saturnu, čímž došlo ke zrychlení rotace měsíce. Následkem toho bylo buď zploštění měsíce nebo nárůst množství teplého, méně hustého materiálu uvnitř Enceladu, který se následně začal pohybovat směrem k jižnímu pólu měsíce. Následkem toho se tvar měsíce pokoušel této nové situaci přizpůsobit. Problémem této představy je, že jak jižní oblast v okolí pólu, tak i severní oblast by měly mít podobné tektonické deformace, což ale nepozorujeme. Nicméně oblast v okolí severního pólu je silně poseta impaktními krátery, je tedy mnohem starší. To napovídá, že by mohla být i značně tlustší. Nabízí se tak možnost, že právě rozdílná tloušťka litosféry měsíce by mohla být jedním z vysvětlení rozdílnosti ve vzhledu severní a jižní polokoule.

### Vnitřní stavba

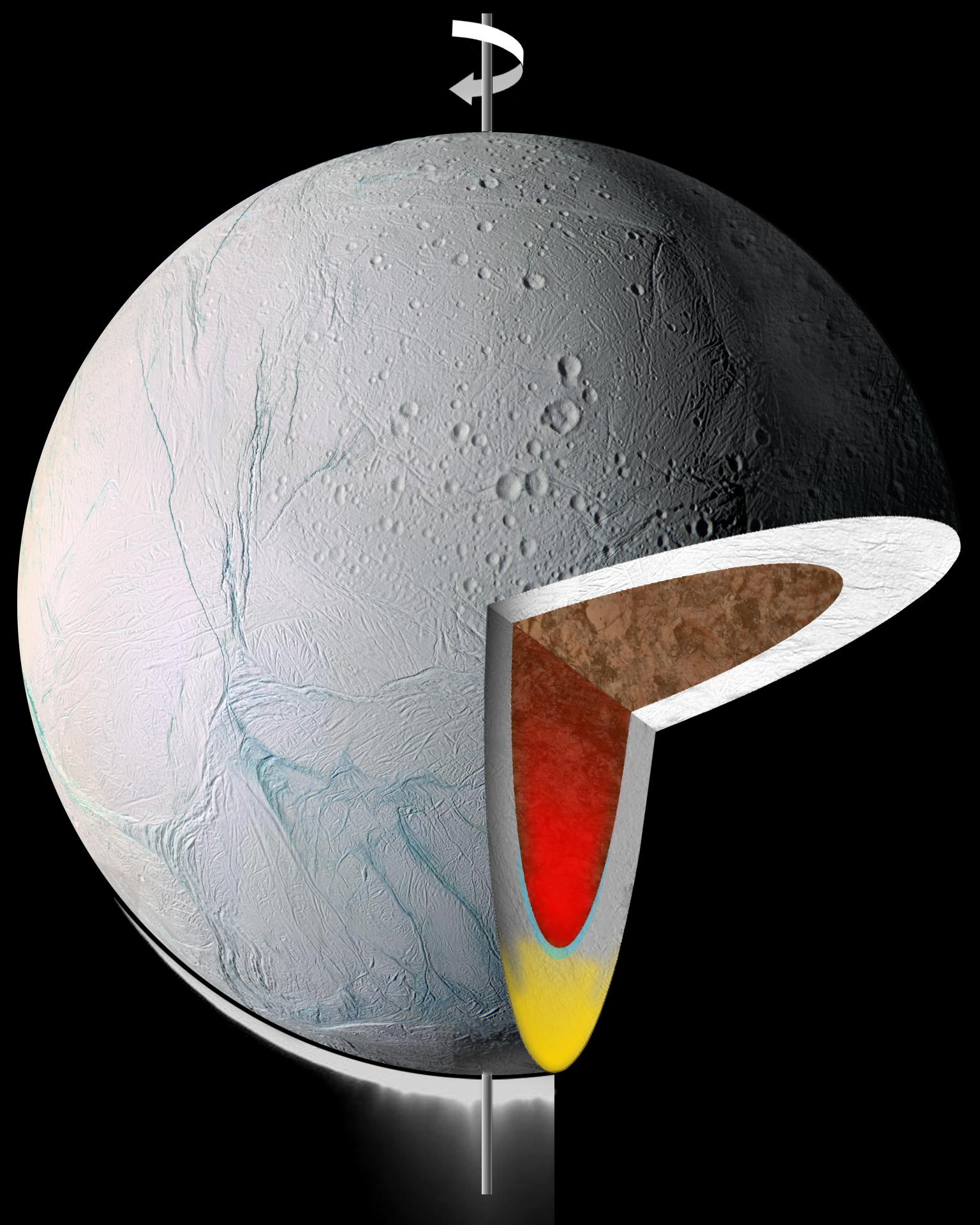
Model vnitřní stavby Enceladu: silikátové jádro (hnědě), plášť bohatý na vodní led (bíle), předpokládaný výstup teplejšího materiálu, tzv. diapir, pod jižním pólem (znázorněn červeně a žlutě)

Před misí Cassini jsme věděli jen velmi málo o tom, jak vypadá vnitřní stavba Enceladu. To se změnilo s průlety sondy Cassini, které poskytly jak přesné informace o hmotnosti a tvaru měsíce, tak i detailní fotografie povrchu a řadu geofyzikálních měření.
První přibližné určení hmotnosti se podařilo provést na základě průletů sond Voyager, což nám dalo šanci odhadnout, že Enceladus musí být tvořen téměř kompletně z vodního ledu. Nicméně na základě gravitačního působení Enceladu na sondu Cassini bylo možné určit hmotnost měsíce mnohem přesněji a tím i zpřesnit odhady jeho hustoty. Došlo tak k navýšení vypočítané hustoty Enceladu na 1,61 g/cm3. To je více, než je hustota ostatních středně velkých ledových měsíců Saturnu. Naznačuje to, že Enceladus obsahuje větší zastoupení silikátů a železa ve svém nitru.
Vědci navrhli, že měsíc Iapetus a další ledové měsíce Saturnu včetně Enceladu vznikly relativně krátce po zformování prachového mračna, ze kterého vznikl Saturn, což se projevilo ve vysokém zastoupení radionuklidů s krátkým poločasem rozpadu v jejich nitru. Tyto radionuklidy (jako například Al-26 a železo-60, mají krátkou životnost, během které ale produkují relativně rychle velké množství tepla. Bez zastoupení těchto radionuklidů s krátkou životností, které tak doplnily produkcí tepla radionuklidy s dlouhým poločasem rozpadu, by Enceladus neměl dostatek tepla pro zabránění rychlého zamrznutí. S ohledem na relativně vysoký podíl hornin ve stavbě Enceladu odrážející se ve vysokém obohacení právě o 26Al a 60Fe se předpokládá, že měsíc prošel vnitřní diferenciací, během které vznikl ledový plášť a kamenité jádro. Následné teplo uvolňované radioaktivním rozpadem prvků s dlouhým poločasem rozpadu v kombinaci s teplem vznikajícím během slapového zahřívání mohlo zvýšit teplotu jádra až na 1 000 K, což by stačilo k roztavení vnitřního ledového pláště. Nicméně k tomu, aby byl Enceladus stále aktivní, část jádra měsíce musí být roztavená a schopna tak pohybu při působení slapových sil Saturnu. Slapové zahřívání, ať už způsobené rezonancí s Dione nebo librací měsíce, by mohlo stále udržovat tyto horké oblasti v jádře a tak umožňovat současnou geologickou aktivitu.
Současný tvar měsíce napovídá, že Enceladus není v hydrostatické rovnováze. Měsíc tak nejspíše dříve rotoval rychleji než dnes. Gravitační měření provedená sondou Cassini ukázala, že hustota jádra je nízká, což napovídá, že se v jádře vyskytuje vyjma silikátových hornin i voda.

#### Podpovrchový vodní oceán

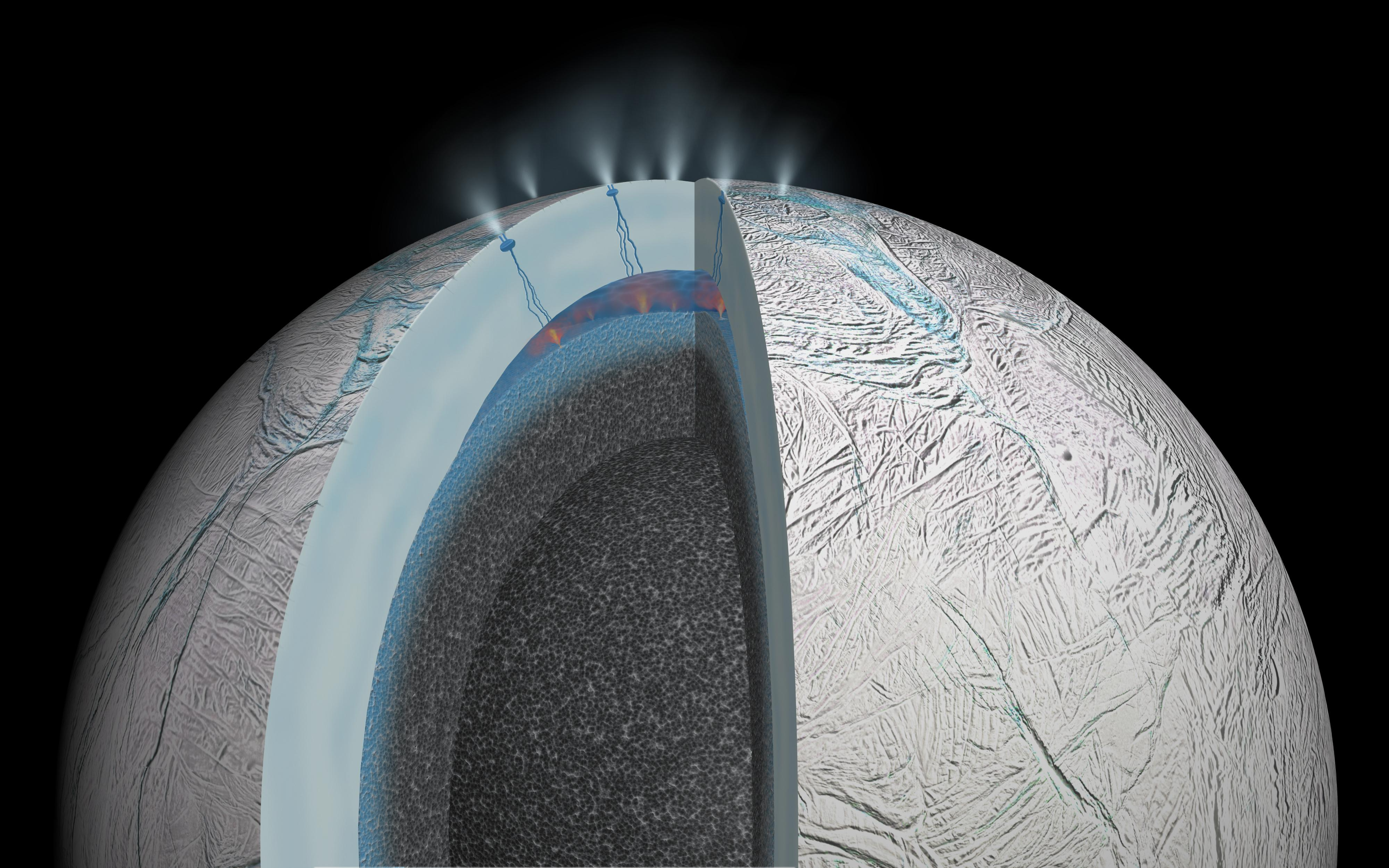
Umělecká představa možné hydrotermální aktivity na dně oceánu na Enceladu.

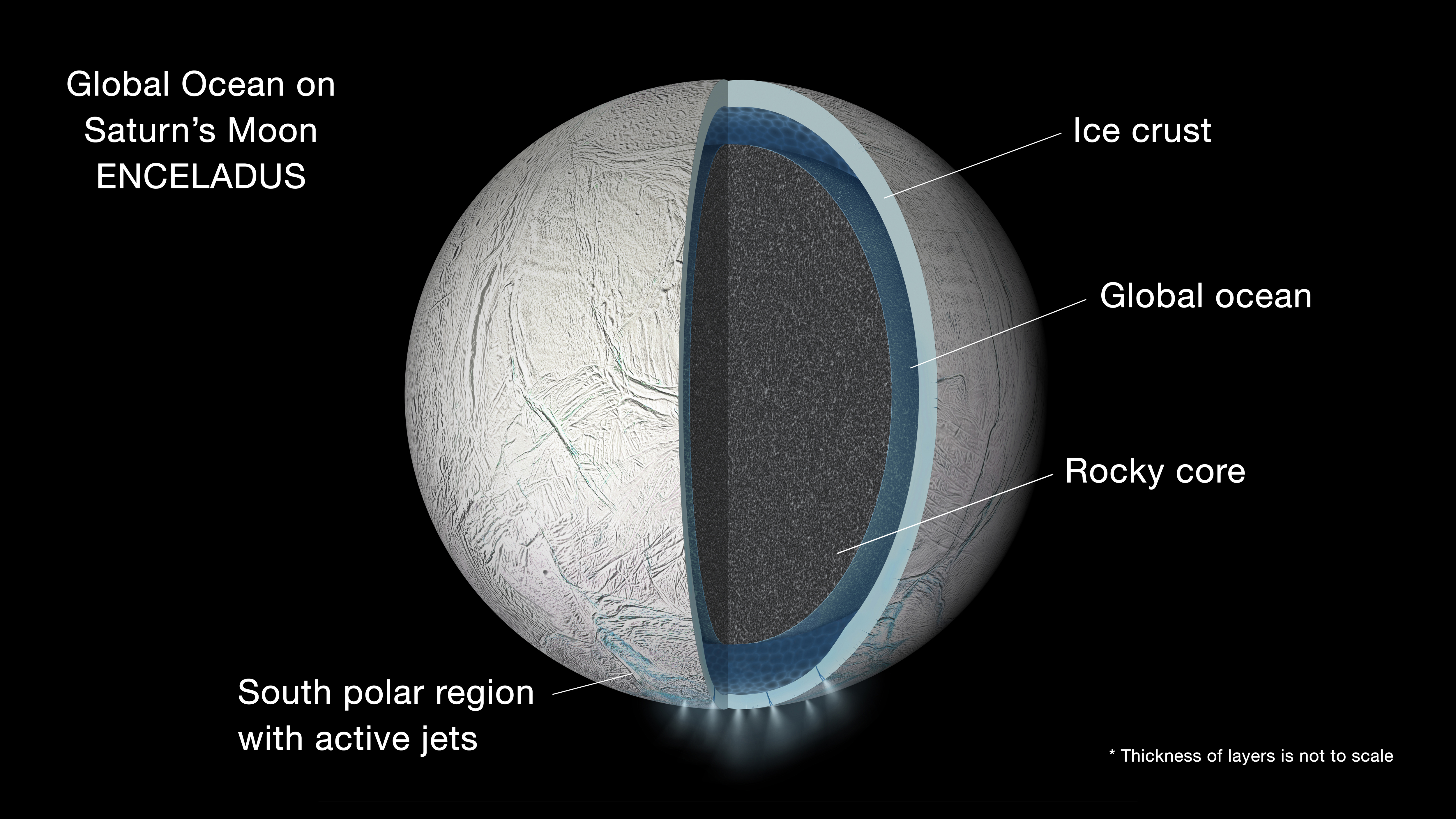
Umělecká představa globálního podpovrchového oceánu kapalné vody

Důkazy o přítomnosti kapalné vody pod povrchem Enceladu se začaly hromadit od roku 2005, kdy vědci objevili mračna obsahující vodní páru vznášející se nad oblastí jižního pólu měsíce, která jsou vyvrhována z povrchu do okolního prostoru rychlostí až 2 189 km/h a v množství okolo 250 kg/s. Krátce poté, v roce 2006, sonda Cassini odhalila, že Enceladus je zdrojem částic Saturnova prstence E. Při průzkumu povrchu měsíce bylo objeveno, že povrch v blízkosti tygřích pruhů je nerovnoměrně pokryt částečkami solí, kdežto materiál prstence E je tvořen převážně krystalky vodního ledu. To je dáno tím, že částice soli jsou těžší, takže nemohou tak snadno uniknout z gravitačního působení měsíce. Přítomnost solí tak ale naznačuje, že se pod povrchem nachází slaný oceán kapalné vody. Sondě Cassini se taktéž podařilo v mračnech objevit známky jednoduchých organických sloučenin.
Gravimetrická data z prosince 2010 pořízená během průletu sondy Cassini nad Enceladem ukázala, že se pod zmrzlým povrchem měsíce pravděpodobně nachází oceán kapalné vody situovaný pod oblastí jižního pólu. Oceán by se měl nacházet nejspíše pod 30 až 40 kilometry ledu a jeho mocnost by měla být minimálně 10 kilometrů v oblasti jižního pólu.
Měření librace Enceladu naznačuje, že je celá ledová kůra měsíce oddělena od kamenitého jádra měsíce, což napovídá, že podpovrchové těleso kapalné vody má globální charakter. Míra librace (0,120° ± 0,014°) naznačuje hloubku tohoto globálního oceánu mezi 26 a 31 kilometry. Pro srovnání oceán na Zemi má průměrnou hloubku 3,7 kilometru.
Odhaduje se, že oceán je tvořen slanou vodou (-Na, -Cl, -CO3) a že je výrazně zásaditý (hodnota pH 11 až 12). Vysoká hodnota pH je vysvětlována jako důsledek serpentinizace chondritických hornin, což vede ke vzniku molekul H2, významného geochemického zdroje energie, který by mohl podporovat jak abiotickou, tak i biologickou syntézu organických molekul shodných s těmi, které byly detekovány v mračnech vyvrhovaných gejzíry nad povrch Enceladu.

### Mračna nad jižním pólem

Jedno z možných schémat průběhu kryovulkanismu na Enceladu

Po průletu sond Voyager okolo Enceladu na počátku 80. let 20. století se začali vědci domnívat na základě mladého vzhledu povrchu měsíce a jeho vysoké odrazivosti, že by se mohlo jednat o geologicky aktivní těleso. Současně si povšimli, že měsíc se nachází v nejužší, ale na částice nejbohatší části prstence E, což je vedlo k úvaze, že by měsíc mohl být zdrojem tohoto materiálu za pomoci vyvrhování vodní páry do vesmírného prostoru. Tento předpoklad se potvrdil na základě dat získaných sondou Cassini, když byla na snímcích kamery ISS v lednu a únoru 2005 zachycena mračna směsi ledu a dalších látek aktivního kryovulkanismu, zvláštní formy sopečné činnosti, během které není na povrch vyvrhované magma tvořené silikáty, ale směs vody a různých látek. Během prvního pozorování mračen vyvstala otázka, jestli se nejedná o artefakt vzniklý během pořízení snímku, nicméně na základě údajů z magnetometru z února 2005 bylo zjištěno, že mračna představují skutečné objekty. Magnetometr zaznamenal nárůst intenzity iontových cyklotronových vln v okolí Enceladu. Tyto vlny jsou produkovány vlivem interakce ionizovaných částic s magnetickým polem a jejich frekvence může být použita k určení chemického složení ionizovaného plynu, v tomto případě vodní páry. Následující průlety pak umožnily zjistit, že hustota atmosféry Enceladu klesá se vzdáleností od jižního pólu.

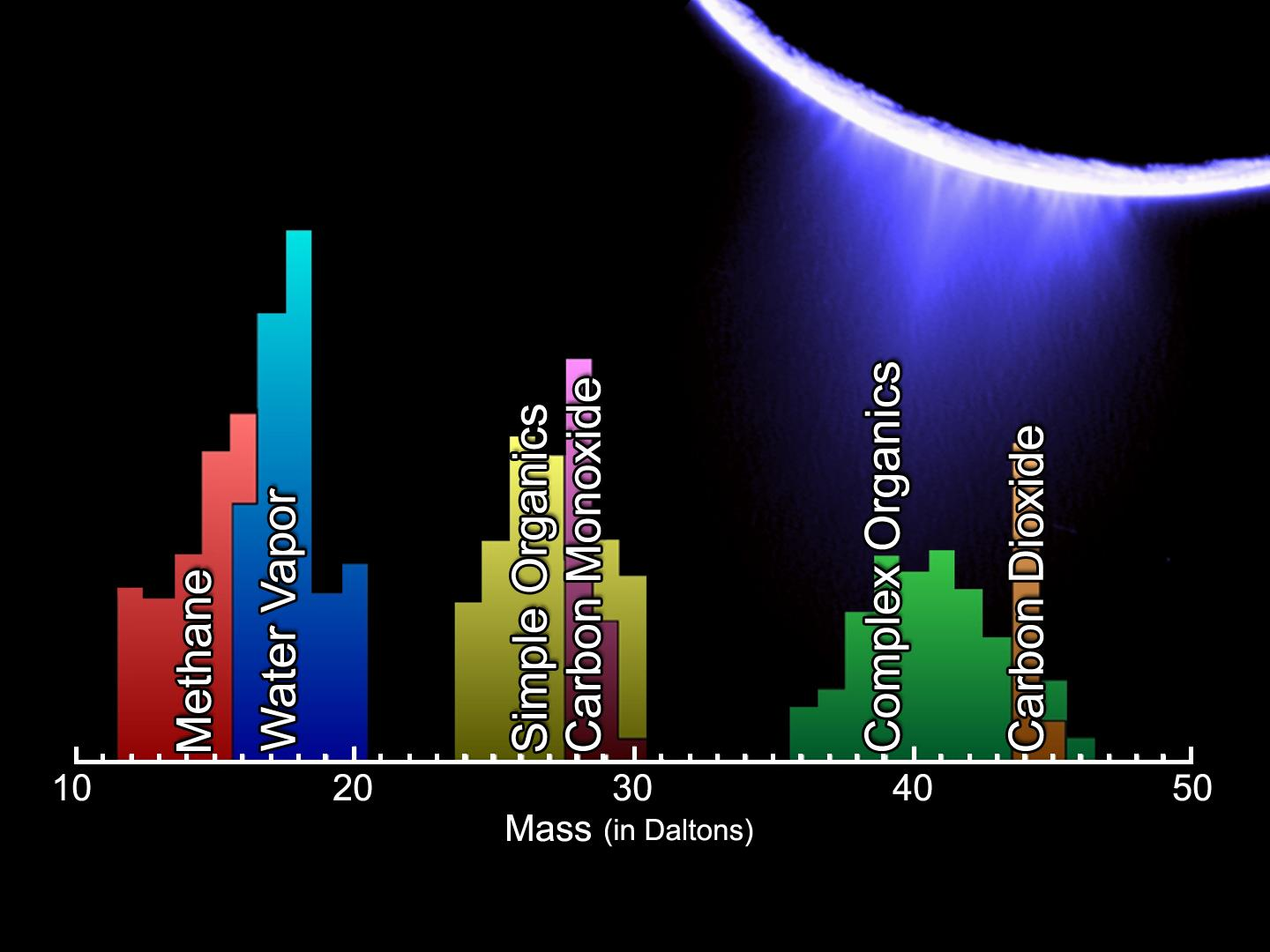
Chemické složení mračen vznášejících se nad povrchem Enceladu

Shodou náhod se sondě Cassini podařilo 14. června 2005 proletět skrze mračno vyvržených plynů, což umožnilo řadě instrumentů provést detailní měření jeho složení. Zjistilo se, že mračno tvoří hlavně vodní pára společně s dusíkem, metanem a oxidem uhličitým. Současně se podařilo potvrdit, že koncentrace částic významně narůstá směrem k Enceladu, což potvrdilo, že tento měsíc je zdrojem těchto částic tvořících prstenec E. Analýza dat následně potvrdila, že mračno tvořené hlavně vodní párou, kterým sonda Cassini proletěla, je výsledkem povrchových projevů kryovulkanismu odehrávajícího se v okolí jižního pólu.

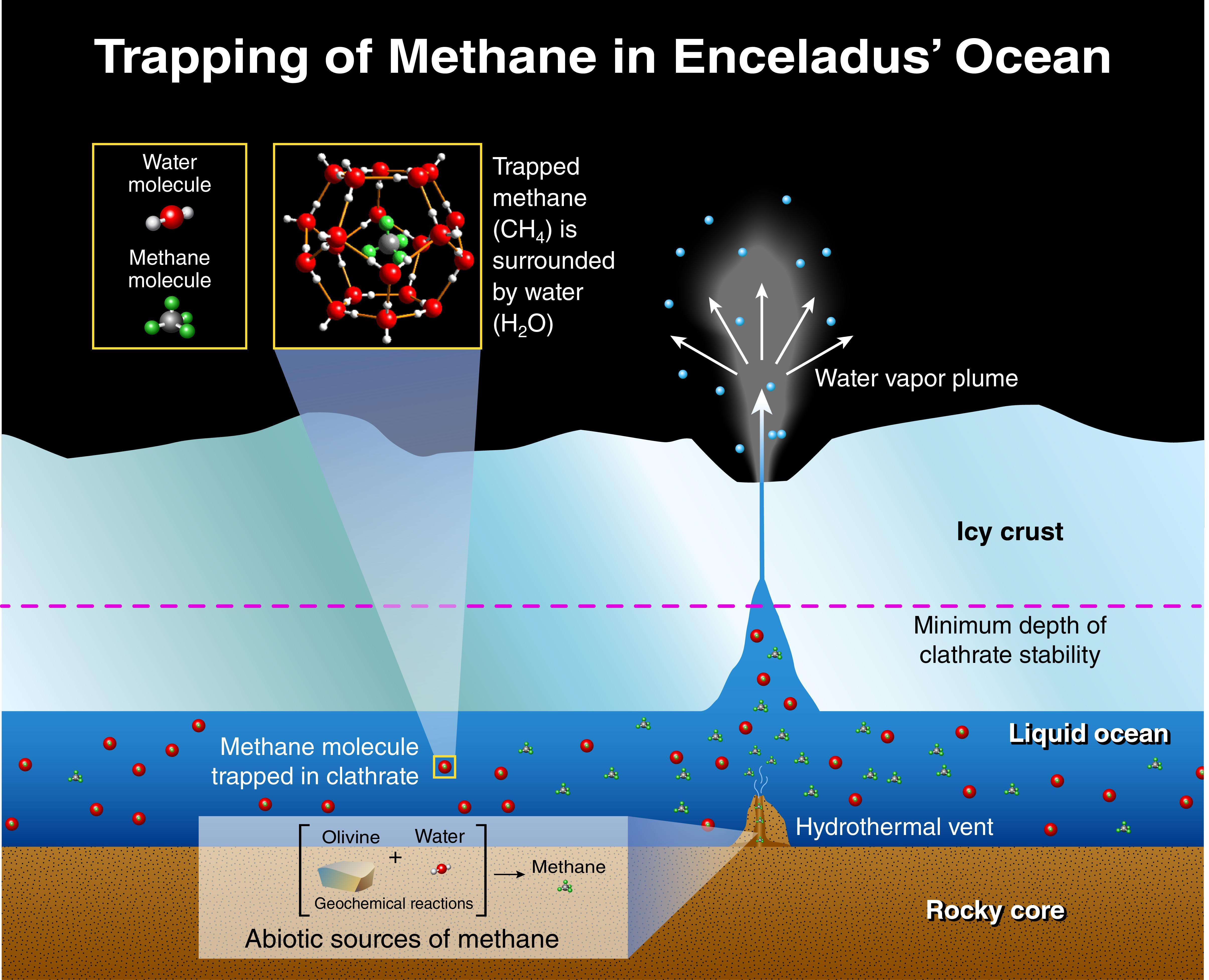
Možný původ metanu nalezeného v mračnech

Přímé pozorování gejzírů, ze kterých se do okolí dostávají nad jižním pólem mračna, se sondě Cassini podařilo uskutečnit v listopadu 2005. (Nicméně samotná mračna byla zachycena na fotografiích již v lednu a únoru tohoto roku. Bylo ale potřeba zjistit, jestli se nejedná o umělý jev způsobený odleskem slunce na čočce kamery). Na listopadových fotografiích se pak podařilo rozpoznat jednotlivé výtrysky materiálu pravděpodobně pocházejících z několika zdrojů. Podařilo se i určit, že částice se pohybují střední rychlostí 1,25±0,1 km/s.
Další poznatky přinesl průlet z 12. března 2008, který odhalil chemické složení mračen. Bylo zjištěno, že se v mračnu vyskytují jednoduché uhlovodíky, jako například metan, propan, acetylén a formaldehyd. Složení mračen se tak velice podobalo chemickému složení většiny pozorovaných komet.

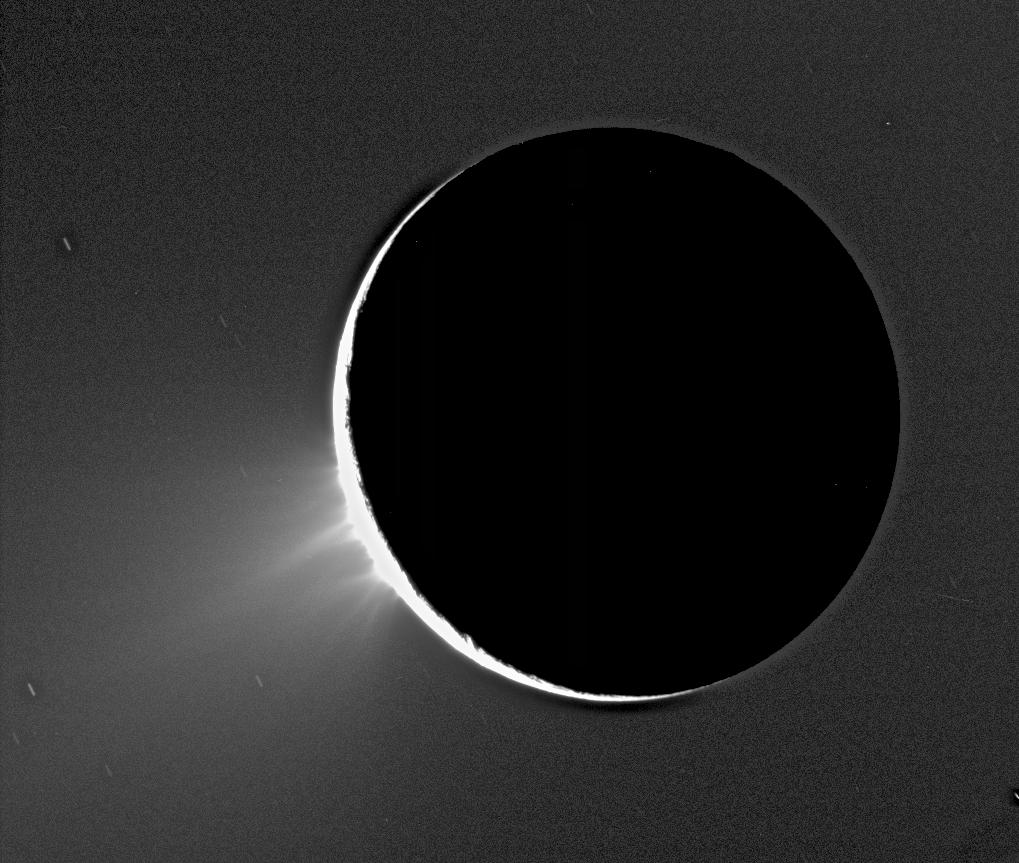
Mračna stoupající z povrchu Enceladu zásobují materiálem Prstenec E

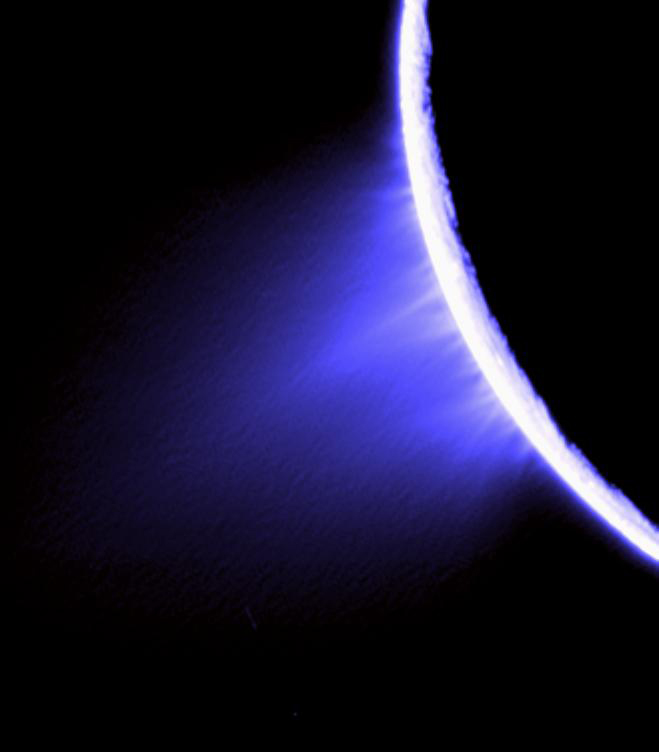
Snímek v nepravých barvách pořízený sondou Cassini ukazuje výtrysky materiálu z povrchu měsíce

Kombinovaná analýza pořízených snímků, hmotnostní spektrometrie a magnetosférických dat naznačila, že mračna vystupují z natlakovaných podpovrchových prostor podobající se prostorám pod pozemskými gejzíry, nicméně s tím, že mechanismus, který pohání a udržuje erupce zůstal nejasný. Bylo zjištěno, že síla erupcí se v čase mění v závislosti na pozici Enceladu během oběhu okolo Saturnu. Mračna jsou přibližně čtyřikrát jasnější, když je Enceladus nejdále od Saturnu než když je k němu nejblíže. Toto chování je ve shodě s geofyzikálními výpočty, které naznačují, že praskliny v okolí jižního pólu by měly být v kompresi, tedy se uzavírat, když je měsíc nejblíže k Saturnu (tedy v periapsidě), a naopak v tenzi, tedy se otevírat, když je od Saturnu nejdále (tedy v apoapsidě).
Většina materiálu mračen je vyvrhována během erupcí probíhající ve velké části rozsáhlých trhlin, nikoliv tedy jednotlivými izolovanými gejzíry, jak by se mohlo z fotografií zdát. Na snímcích jsme totiž svědky optického klamu způsobeným směrem pozorování a lokální geometrií prasklin.

### Možný zdroj tepla

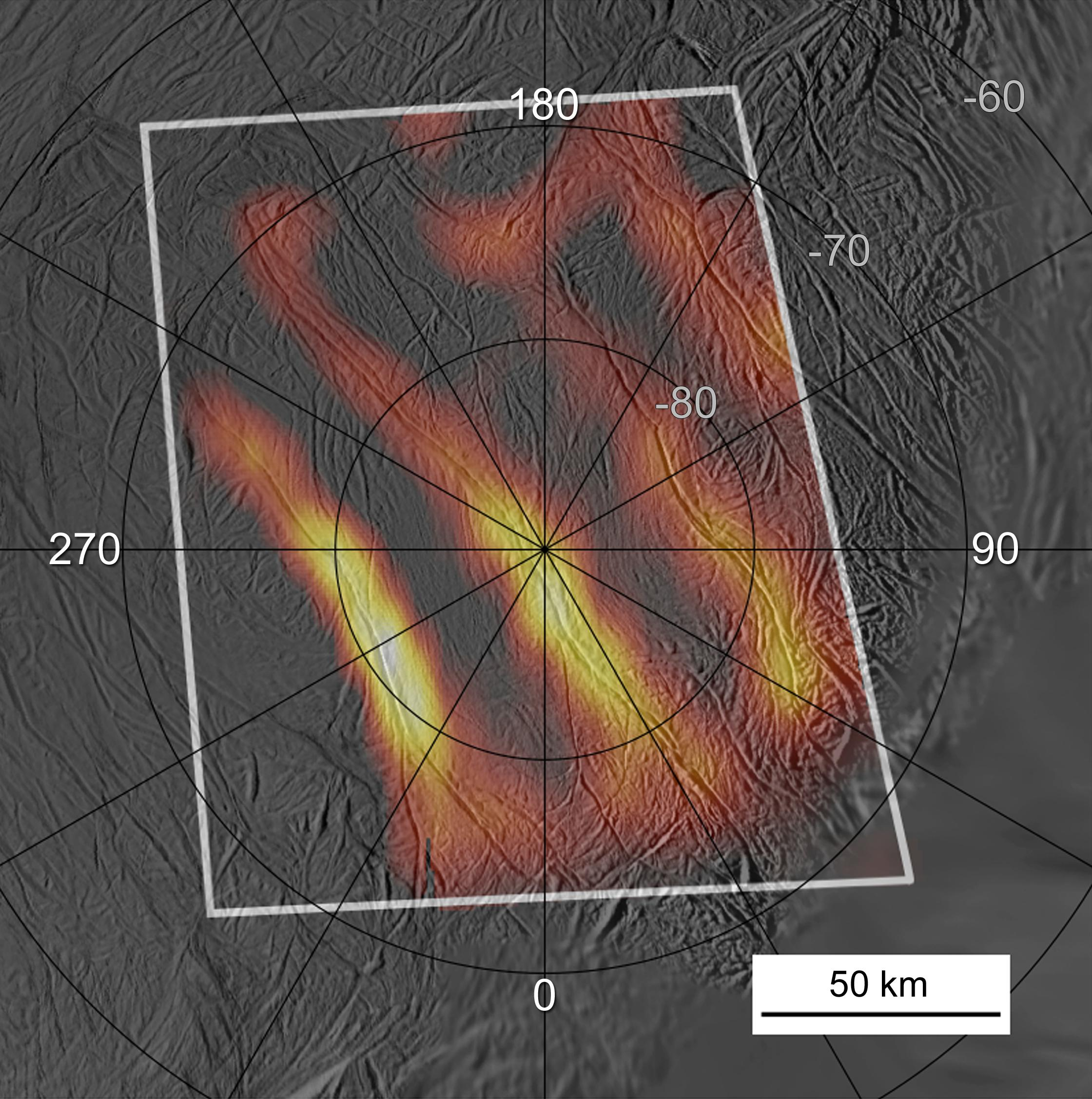
Teplotní mapa oblasti v okolí jižního pólu, kde se nachází několik teplotních anomálií v podobě tzv. tygřích pruhů

Během průletu uskutečněného 14. července 2005 zjistila sonda Cassini za pomoci infračerveného spektrometru, že okolí jižního pólu je abnormálně teplé. Teploty zde většinou dosahují mezi 85 až 90 K, nicméně několik prostorově malých oblastí má teplotu až 157 K. Příliš na to, aby se jednalo o výsledek zahřátí povrchu Sluncem. Takto vysoké teploty tak naznačily, že je povrch ohříván v důsledku procesů odehrávajících se uvnitř měsíce. V současnosti panuje obecná shoda, že se pod povrchem nachází kapalný oceán, nicméně ani jeho přítomnost nevysvětluje zdroj tepla s tepelným tokem okolo 200 mW/m2, což je přibližně 10 krát více tepla, než jsou schopny poskytnout radioaktivní prvky svým přirozeným rozpadem.
V průběhu let bylo navrženo několik vysvětlení pro pozorované teplotní anomálie a s nimi spojenými gejzíry a mračny. K těmto vysvětlením patří série prasklin propojující podpovrchový oceán kapalné vody s povrchem, sublimace ledu, dekomprese a disociace metan hydrátu, střižné zahřívání, nicméně vědecká diskuse o možných zdrojích tepla Enceladu je stále ještě v běhu.
Zahřívání Enceladu probíhalo v průběhu času různými mechanismy. Radioaktivní rozpad některých prvků v jeho jádře mohl na začátku tento měsíc zahřát, vlivem čehož mohlo vzniknout teplé jádro a podpovrchový oceán, který je nyní udržován před zamrznutím neznámým mechanismem. Geofyzikální modely naznačují, že slapové zahřívání představuje hlavní současný zdroj tepla, pravděpodobně ještě dodatečně podporovaný radioaktivním rozpadem některých prvků a nějakou nám zatím neznámou chemickou reakcí produkující teplo. V roce 2007 vyšla studie zaměřující se na vnitřní teplo Enceladu, ze které vyplynulo, že množství tepla produkovaného slapovým zahříváním odpovídá zdroji o výkonu ne větším než 1,1 gigawattu, což je v rozporu s pozorováním. Sonda Cassini totiž zjistila s pomocí infračerveného spektrometru zkoumajícího po 16 měsíců oblast jižního pólu, že množství tepla produkovaného uvnitř Enceladu musí odpovídat zdroji o výkonu okolo 4,7 gigawattu a že je měsíc v teplotním equilibriu.
Pozorovaný teplotní výstup o výkonu 4,7 gigawattů je obtížné vysvětlit jen za pomoci slapového zahřívání, takže hlavní zdroj tepla Enceladu tak zůstává záhadou. Většina vědců se domnívá, že pozorovaný tepelný tok není dostatečný k tomu, aby udržel podpovrchový oceán kapalný, takže se jeví pravděpodobné, že se jedná o pozůstatek z doby, kdy měsíc měl mnohem větší excentricitu a s tím spojené větší slapové zahřívání než dnes. Případně dříve musel být mnohem aktivnější jiný zdroj produkce tepla.

#### Slapové zahřívání
Slapové zahřívání způsobují procesy slapového tření, kdy je oběžná a rotační energie přeměňována v kůře měsíce na teplo. Množství tepla a místo, kde vznikne, pak může ovlivnit ještě librace tělesa. V případě Enceladu je slapové zahřívání ledové kůry tak významné proto, že tento měsíc má pod povrchem oceán. Vědecké modely naznačují, že množství tepla, které Enceladus díky slapovému zahřívání dostává, ale nestačí k tomu, aby udržel oceán kapalný po více než 30 miliónů let. A to i tehdy, pokud by oceán obsahoval vyšší zastoupení látek snižující teplotu tuhnutí. Proto se domníváme, že Enceladus měl dříve více excentrickou oběžnou dráhu, což umožňovalo významnější působení slapového zahřívání a tím i vyšší produkci tepla. Je tedy možné, že hloubka oceánu na Enceladu se tak může periodicky měnit v čase v závislosti na pravidelných změnách excentricity měsíce. Předchozí modely naznačují, že perturbace oběžné dráhy by mohl způsobovat měsíc Dione. Povrch Enceladu naznačuje, že celý měsíc prošel obdobím vyššího tepelného toku.

#### Radioaktivní zahřívání
Enceladus pravděpodobně v době svého vzniku měl vyšší zastoupení radioaktivních prvků s krátkým poločasem rozpadu, jako například izotop hliníku-26, železa-60 nebo hořčíku-60. Jejich rozpadem bylo enormní množství tepla uvolněné v relativně krátké době, během 7 miliónů let, což umožnilo vznik kamenitého jádra obklopeného ledovým pláštěm. I přes to, že množství produkovaného tepla z těchto radioaktivních zdrojů časem významně klesalo, kombinace radioaktivního tepla s teplem vzniklým slapovým zahříváním mohla zabránit zamrznutí podpovrchového oceánu. V současnosti radioaktivní zahřívání poskytuje okolo 3,2 × 1015 erg/s (3,2 × 108 J/s) − za předpokladu, že Enceladus je složený z ledu, železa a křemičitých hornin. Zahřívání radioaktivními prvky s dlouhým poločasem rozpadu, jako je uran-238, nebo uran-235, thorium-232 a draslík-40, představuje uvnitř měsíce zdroj s výkonem přibližně 0,3 gigawattů. Přítomnost hlubokého oceánu v některých oblastech pod povrchem Enceladu naznačuje, že tepelný tok musí být desetkrát vyšší, než může radioaktivní rozpad prvků uvnitř jádra poskytnout.

#### Teplo z chemických reakcí

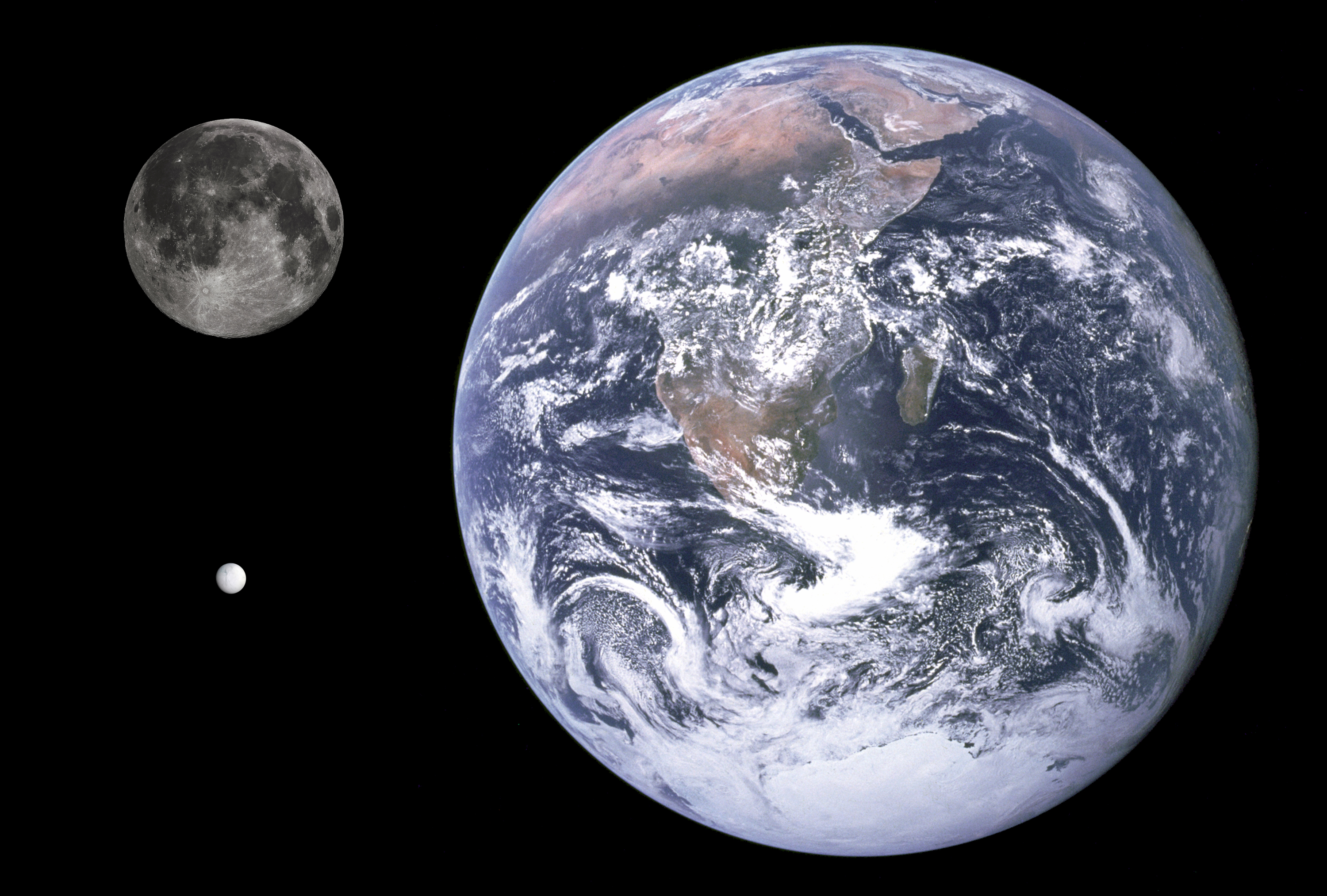
Porovnání velikosti Země, Měsíce a Enceladu

Protože ve vyvrhovaných mračnech nebyl zpočátku přístroji sondy Cassini detekován žádný čpavek, který by působil jako nemrznoucí směs, předpokládalo se, že se pod povrchem nachází prostory vyplněné téměř čistou vodou o teplotě minimálně 270 K. Čistá voda totiž vyžaduje vyšší teplotu k udržení v kapalném skupenství. Stopy čpavku se povedlo objevit během průletu sondy v roce 2008, což významně změnilo naše představy. Přítomnost čpavku totiž naznačila, že bude postačovat nižší teplota k udržení kapalné vody a vzniku mračen. Je tak možné, že se pod povrchem nachází vrstva směsi vody a čpavku o teplotě pouhých 170 K, což by znamenalo, že je potřeba mnohem méně energie ke vzniku mračen. Nicméně tepelný tok ze zdroje o výkonu 4,7 gigawattů je ke vzniku kryovulkanismu dostatečný i bez přítomnosti čpavku.

## Vznik

### Paradox Mimas–Enceladus
Měsíc Mimas, který leží k Saturnu blíže než Enceladus, je geologicky mrtvým světem. A to i přes to, že díky své bližší poloze k Saturnu by měl být vystaven silnějším slapovým jevům než Enceladus. Tento paradox může být vysvětlen z části závislosti chování vodního ledu na teplotě. Tedy látky, která tvoří převážnou část Mimase i Enceladu. Velikost slapového zahřívání na jednotku hmotnosti je dána vztahem {\displaystyle q_{tid}={\frac {63\rho n^{5}r^{4}e^{2}}{38\mu Q}}}, kde ρ je hustota měsíce, n je střední úhlová rychlost, r je poloměr měsíce, e je excentricita oběžné dráhy měsíce, μ je modul pružnosti ve smyku a Q je bezrozměrný disipační faktor. Pro stejné teplotní přiblížení vychází, že očekávaná hodnota qtid pro Mimas je přibližně 40 násobná než u Enceladu. Nicméně parametry μ a Q jsou teplotně závislé. Za vysokých teplot (blízko bodu tání) μ a Q jsou nízké, takže slapové zahřívání je silné. Modelování naznačuje, že pro Enceladus jak základní nízkoenergetický teplotní stav s malým vnitřním teplotním gradientem, tak i excitovaný vysokoenergetický teplotní stav s významným teplotním gradientem a doprovodnou konvekcí, pokud dojde k jejímu vzniku, je stabilní. V případě Mimasu se zdá, že pouze nízkoenergetický stav je stabilní a to i přes to, že Mimas je k Saturnu blíže. Geofyzikální modely tak naznačují nízkoenergetický teplotní stav pro Mimas (hodnoty μ a Q jsou vyšší), ale možný vyšší teplotní stav pro Enceladus (hodnoty μ a Q jsou nízké). Další informace z historie Enceladu jsou potřeba k vysvětlení toho, jak mohl Enceladus vůbec dosáhnout vysokoenergetického stavu (například radioaktivním zahříváním nebo vyšší excentricitou oběžné dráhy v minulosti).
Významně vyšší hustota Enceladu ve srovnání s Mimasem (1,61 vs. 1,15 g/cm3), která naznačuje vyšší zastoupení hornin a tím pádem i vyšší produkci tepla radioaktivním zahříváním po zformování těchto těles, je často uváděna jako významný faktor ve vyřešení tohoto paradoxu.
Bylo navrženo, že aby ledové měsíce o velikosti Mimase nebo Enceladu mohly vstoupit do excitovaného stavu slapového zahřívání a s tím vzniku doprovodného konvektivního proudění, musí vstoupit do oběžné rezonance dříve, než ztratí příliš mnoho počátečního tepla. Protože je Mimas menší než Enceladus, je tak možné, že chladl a zmrzl mnohem rychleji, což by znamenalo, že příležitost pro vstup do oběžné rezonance s jiným tělesem byla mnohem kratší.

### Hypotéza Proto-Enceladu
Enceladus ztrácí svou hmotnost rychlostí přibližně 200 kg/s. Kdyby měsíc ztrácel svou hmotnost takovouto rychlostí po 4,5 miliardy let, tak by během té doby ztratil přibližně 30 % své původní hmotnosti. Podobné hodnoty je dosaženo za předpokladu, že počáteční hustota Enceladu a Mimase byla shodná. To naznačuje, že tektonismus v oblasti jižního pólu je pravděpodobně spojen s poklesem a doprovodnou subdukcí způsobenou procesy spojenými se ztrátou materiálu.

### Doba vzniku
V roce 2016 vyšla studie zkoumající změnu oběžné dráhy Saturnových měsíců na základě slapového působení mateřské planety, která ukazuje, že všechny měsíce ležící mezi Saturnem a Titanem, včetně Enceladu, mohly vzniknout relativně nedávno. Před přibližně 100 miliony let. Pozdější studie z roku 2019 odhadla, že oceán Enceladu je starý kolem jedné miliardy let.

## Možná obyvatelnost

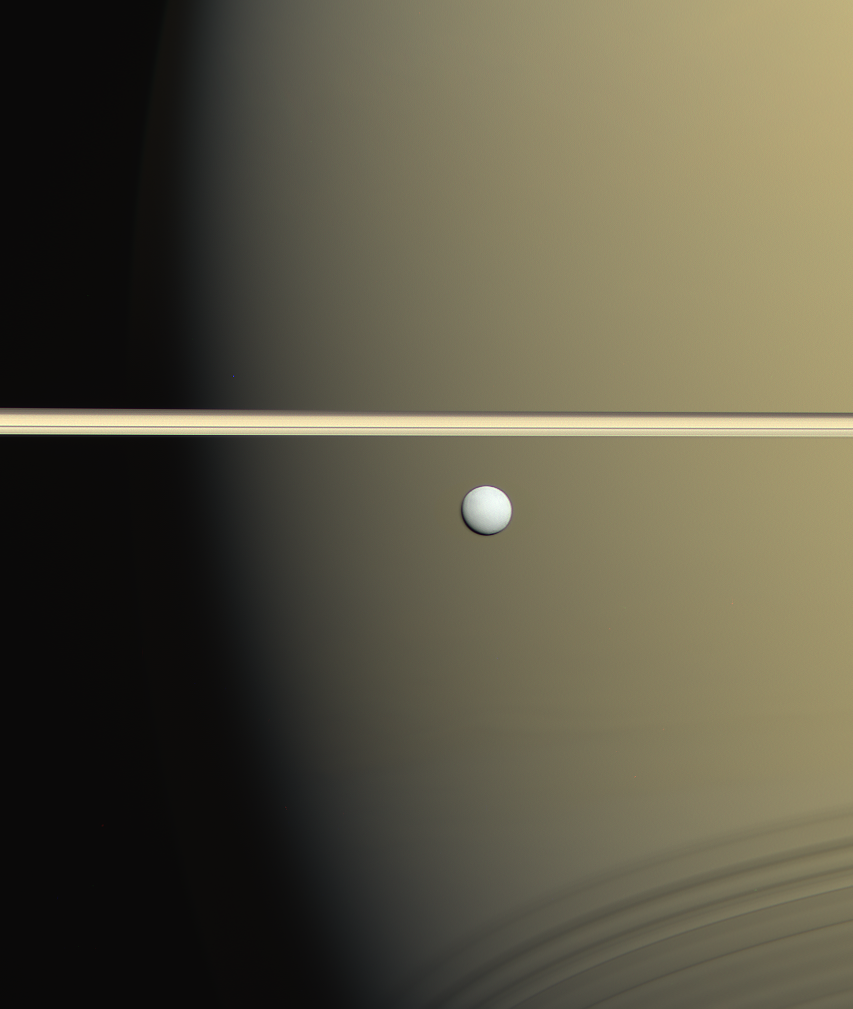
Fotografie Enceladu v paralelním postavení se Saturnovým prstencem (fotografie pořízená v lednu 2006 sondou Cassini)

Enceladus vyvrhuje mračna slané vody, která obsahuje nepatrná zrna křemičitého písku, dusíku ve formě čpavku, a organických molekul, včetně stop metanu, propanu, acetylenu a formaldehydu. To naznačuje, že pod povrchem měsíce dochází k hydrotermální aktivitě a že se tam tedy nachází energetický zdroj. Navíc geofyzikální modely naznačují, že kamenité jádro je porézní, což umožňuje vodě do něj snadno pronikat a tím z jádra odvádět teplo. Molekulární vodík (H2), geochemický zdroj energie, který může být metabolizován metanogenními bakteriemi, by mohl být dle modelů ve slaném oceánu Enceladu přítomen, pokud by měl oceán zásadité pH vlivem serpentinizace chondritických hornin.
Přítomnost podpovrchového globálního slaného oceánu, ve kterém se pravděpodobně nachází globální cirkulace, zdroj energie a jednoduché organické sloučeniny a kde je voda v kontaktu s kamenitým jádrem měsíce, představuje vhodné prostředí, kde lze případně pátrat po stopách možného mimozemského života. Z toho důvodu bylo navrženo několik dalších robotických misí zaměřených na výzkum Enceladu a jeho oceánu.
V roce 2020 vědci ze Southwest Research Institute z texaského San Antonia (USA) modelovali chemické procesy v podpovrchovém oceánu Enceladu. Ze studie vyplývá možnost, že záření z vesmíru může vytvářet oxidanty (jako kyslík a peroxid vodíku), které mohou podporovat metabolické procesy a tedy i potenciální mikrobiální společenství v oceánu kapalné vody pod ledovou kůrou tohoto satelitu.
V červnu 2023 NASA oznámila, že na měsíci byl pod ledovým povrchem nalezen fosfor. Úřad uvedl, že zjištění je dalším faktorem podporující tvrzení, že tento měsíc je vhodným prostředím pro vznik mimozemského života.

## Průzkum

### Průlet sond Voyager
Dvojice sond Voyager byly prvními sondami, které pořídily první detailní snímky Enceladu z bezprostřední blízkosti. Voyager 1 proletěl kolem měsíce jako první, 12. listopadu 1980 a to ve vzdálenosti 202 000 km. Snímky pořízené z této vzdálenosti měly velice nízké rozlišení, ale i přes to umožnily zjistit, že vysoce odrazivý povrch je relativně málo posetý impaktními krátery naznačující, že je relativně mladý. Voyager 1 taktéž potvrdil, že Enceladus se nachází v nejhustší části Saturnova prstence E. To, společně s mladým vzhledem povrchu, vedlo vědce k domněnce, že by částice prstence E mohly pocházet z povrchu Enceladu.
Sonda Voyager 2 proletěla 26. srpna 1981 kolem Enceladu blíže než její sesterská sonda a to ve vzdálenosti 87 010 km, což umožnilo pořídit snímky s vyšším rozlišením. Nové fotografie pomohly odhalit oblasti s různým vzhledem, množstvím kráterů a tím i rozdílným věkem. Zatímco krátery silně poseté oblasti se našly převážně na severní polokouli směrem k pólu, tak oblasti impaktními krátery málo postižené byly nalezeny v blízkosti rovníku. Enceladus tak svým vzhledem na první pohled neodpovídal impaktními krátery silně posetému Mimasu, dalšímu měsíci Saturnu, který je jen o trochu menší než Enceladus. Objev oblastí s malým množstvím impaktních kráterů vědeckou obec překvapil, protože do té doby žádná vědecká teorie nepředpokládala, že by tak malý a chladný měsíc mohl takto vypadat.

### Sonda Cassini

Animovaný 3D model sondy Cassini–Huygens

Zodpovězení mnoha otázek musela počkat až do doby, kdy byla do soustavy Saturnu 1. června 2004 úspěšně navedena sonda Cassini. S ohledem na poznatky sond Voyager představoval Enceladus jeden z hlavních vědeckých cílů této nové mise, což se odrazilo v naplánování několika poměrně blízkých průletů v okolí tohoto měsíce. Data pořízená během průletů pak umožnila celou řadu objevů umožňujících lépe pochopit procesy odehrávající se na tomto měsíci. Současně objev aktivního kryovulkanismu na Enceladu způsobil, že se v průběhu mise dostalo Enceladu mnohem větší pozornosti a naplánování dalších průletů (některých ve vzdálenosti pouhých 48 až 50 km nad povrchem). Když skončila primární fáze mise Cassini a došlo k prodloužení mise, Enceladus byl stále vědecky zajímavým cílem, proto bylo zařazeno dalších 7 průletů okolo tohoto tělesa.
Sonda Cassini poskytla množství důkazů, že Enceladus má pod povrchem oceán kapalné vody se zdrojem energie a řadou anorganických i organických látek, což z tohoto měsíce dělá jedno z nejvhodnějších míst ve sluneční soustavě pro pátrání po případných prostředích umožňujících existenci mimozemského života. Vodní oceán na Europě je totiž skryt pod mnohem tlustší vrstvou ledu, což ztěžuje jeho případný průzkum.

### Koncepty budoucích misí
Množství objevů sondy Cassini přimělo vědce k předložení dalších návrhů sond, které by na úspěchy Cassini navázaly. Jedním z navržených konceptů NASA tak byla sonda, která by byla schopna nejenom průletu skrz mračna materiálu vyvrženého gejzíry, ale i odebrání jejich vzorků s následným návratem zpět na Zemi. Další návrh (pracovní označení Journey to Enceladus and Titan) předpokládal průlet skrze mračno a následný výzkum zachyceného materiálu na místě, či přistávací modul (Enceladus Explorer) navržený německým DLR umožňující výzkum případné obyvatelnosti podpovrchového oceánu a dva koncepty astrobiologicky orientované mise (the Enceladus Life Finder a Life Investigation For Enceladus). Evropská vesmírná agentura ESA taktéž pracuje na koncepčních studiích k vyslání sondy k Enceladu v rámci kombinované mise TandEM (Titan and Enceladus Mission).
Mise Titan Saturn System Mission (TSSM) byla plánovaná jako společná mise NASA/ESA za účelem průzkumu Saturnových měsíců s důrazem na výzkum Enceladu. Nicméně návrh mise TSSM soupeřil o finance a tedy realizaci s návrhem mise Europa Jupiter System Mission (EJSM) k výzkumu Europy, měsíce Jupitera. V únoru 2009 bylo oznámeno, že NASA/ESA dá přednost misi EJSM před misí TSSM. K posledně navrženým sondám NASA patří Enceladus Orbilander, která dokonce počítá s více než ročním pobytem sondy při obletech kolem Enceladu.